# Saków (gromada)
Saków – dawna gromada, czyli najmniejsza jednostka podziału terytorialnego Polskiej Rzeczypospolitej Ludowej w latach 1954–1972.
Gromady, z gromadzkimi radami narodowymi (GRN) jako organami władzy najniższego stopnia na wsi, funkcjonowały od reformy reorganizującej administrację wiejską przeprowadzonej jesienią 1954 do momentu ich zniesienia z dniem 1 stycznia 1973, tym samym wypierając organizację gminną w latach 1954–1972.
Gromadę Saków siedzibą GRN w Sakowie utworzono – jako jedną z 8759 gromad na obszarze Polski – w powiecie tureckim w woj. poznańskim, na mocy uchwały nr 39/54 WRN w Poznaniu z dnia 5 października 1954. W skład jednostki weszły obszary dotychczasowych gromad Drozdów, Dzierżawy, Kiki, Rogów, Saków i Wola Świnecka ze zniesionej gminy Świnice w tymże powiecie. Dla gromady ustalono 15 członków gromadzkiej rady narodowej.
1 stycznia 1956 gromada weszła w skład nowo utworzonego powiatu poddębickiego w woj. łódzkim.
31 grudnia 1959 z gromady Saków wyłączono wieś i kolonię Rogów, wieś Drozdów oraz kolonie Drozdów A i Drozdów B – włączając je do gromady Piaski w powiecie łęczyckim, a także wieś i kolonię Wola Świnicka oraz kolonię Wola Olesin – włączając je do gromady Świnice Warckie w powiecie łęczyckim, po czym gromadę Saków zniesiono, a jej pozostały obszar (wieś Borek, wieś Dzierżawy, kolonię Dzierżawy Małe, kolonię Dzierżawy Wielkie, wieś i kolonię Kiki, kolonię Pauzew i kolonię Saków) włączono do znoszonej gromady Gostków w powiecie poddębickim.